# Ruizterania esmeraldae
Ruizterania esmeraldae là một loài thực vật có hoa trong họ Vochysiaceae. Loài này được (Standl.) Marc.-Berti miêu tả khoa học đầu tiên năm 1969.